# Persson-Insel
Die Persson-Insel (schwedisch N. Perssons Ön) ist eine 2,5 km lange Insel vor der südwestlichen Küste der James-Ross-Insel im antarktischen Weddell-Meer. Sie liegt in der Einfahrt zur Röhss-Bucht.
Teilnehmer der Schwedischen Antarktisexpedition (1901–1903) unter der Leitung Otto Nordenskjölds entdeckten sie. Nordenskjöld benannte sie nach Konsul Nils Persson (1836–1916) aus Helsingborg, einem Geldgeber der Forschungsreise.